# خدمات سواره

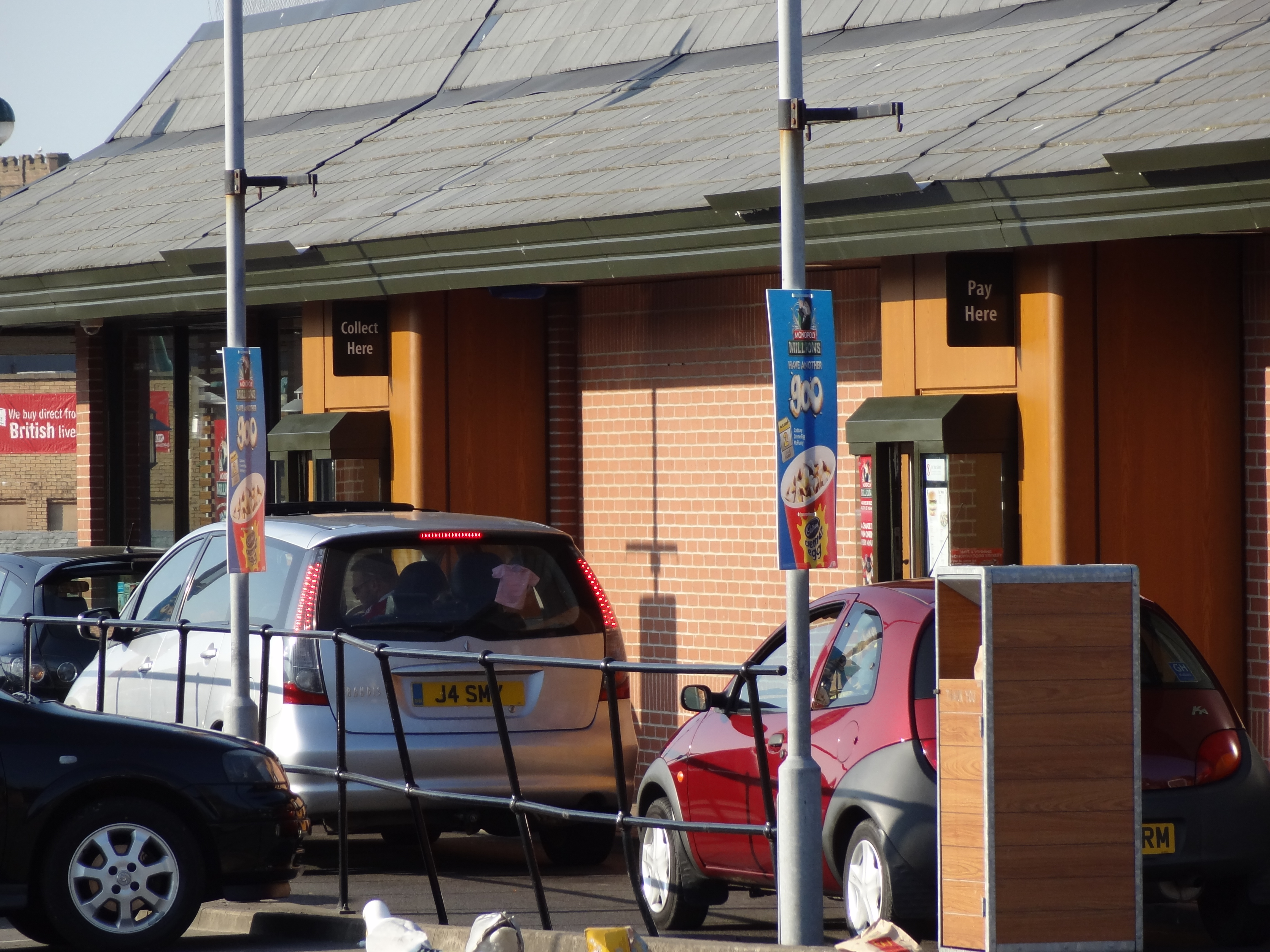
پنجره رستوران سواره در انگلستان.

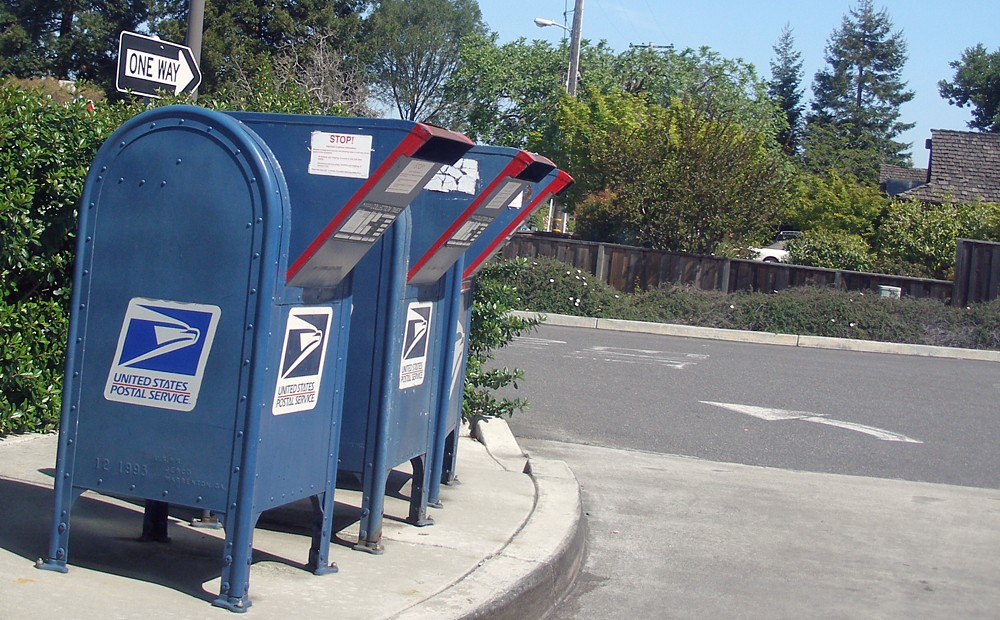
درایو-از طریق صندوق‌های پستی در ایالات متحده آمریکااست.

خدمات سواره، خدمات بدون پیاده شدن،خدمات پنجره ای یا درایو ترو (به انگلیسی: Drive Through) نوعی خدمت در کسب و کارهای گوناگون است که به مشتریان اجازه می‌دهد بدون ترک خودرو، محصولات مورد نیاز خود را از پنجره فروشگاه خریداری کنند. نخستین بار در ایالات متحده در دهه ۱۹۳۰ چنین خدماتی توسط جردن مارتین ارائه شد اما پس از آن به کشورهای دیگر هم گسترش یافت. نخستین اتوبانک در سال ۱۹۳۰ توسط Grand National Bank در سنت لوئیس، میزوری ارائه شد که تنها اجازه واریز پول را می‌داد.
در خدمات سواره، سفارش‌ها به‌طور کلی با استفاده از میکروفون انجام می‌گیرند و برداشت کالا از یک پنجره صورت می‌گیرد. در ساعات شلوغ ممکن است فقط سفارش در یک پنجره صورت گیرد و از رانندگان خواسته شود در فاصله دورتر منتظر ارائه کالا توسط کارکنان باشند.
خدمات سواره متمایز از خدمات ورود با خودرو است که در آن مشتریان اجازه دارند خودروی خود را به رستوران فروشگاه وارد کنند و در کنار میز غذا یا محل استقرار خود پارک کنند.
بیشتر رستوران‌های زنجیره‌ای فست فود در آمریکا دارای انواعی از خدمات سواره هستند.

## نمونه‌ها

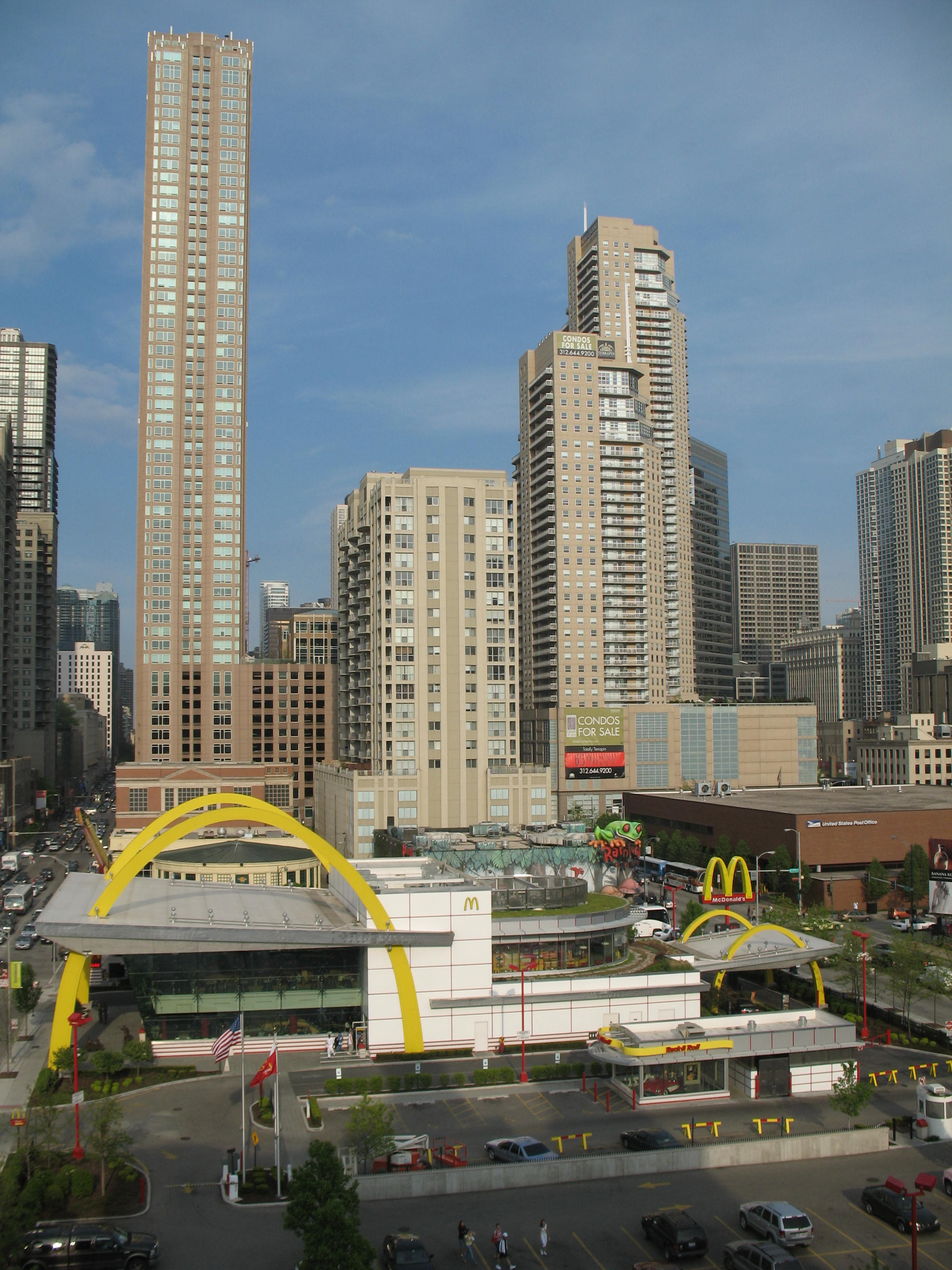
خدمات سواره دو خطه در فروشگاه مک دونالد در شیکاگو.

- فروشگاه بدون پیاده شدن مشروبات الکلی
- بانکداری و خدمات اتوبانک
- خدمات پستی از طریق صندوق پستی
- تست دی‌ان‌ای
- نوشیدنی هی گرم و سرد
- محصولات لبنی
- نسخه‌ها در داروخانه
- غذا یا نوشیدنی (به‌طور معمول مواد غذایی سریع)
- خرده فروشی مانند خدمات تسکو، انگلستان
- ازدواج (خدمات کلیسا و عقد)
- غسالخانه و خدمات تشییع جنازه.[۳][۴]

### خدمات با اسکی
مک دونالد اولین بار خدمات فست فود مک‌اسکی (McSki) را در سال ۱۹۹۶ در پیست اسکی Lindvallen سوئد باز کردند.